# Buchanan (Michigan)
Pour les articles homonymes, voir Buchanan.
Buchanan est une cité de l’État du Michigan, aux États-Unis d’Amérique. La commune compte 4 456 habitants en l’an 2010. 